# 대한민국 형사소송법 제185조
대한민국 형사소송법 제185조는 서류의 열람등에 대한 형사소송법의 조문이다.

## 조문
제185조(서류의 열람등)검사, 피고인, 피의자 또는 변호인은 판사의 허가를 얻어 전조의 처분에 관한 서류와 증거물을 열람 또는 등사할 수 있다.

第185條(書類의 閱覽等)檢事, 被告人, 被疑者 또는 辯護人은 判事의 許可를 얻어 前條의 處分에 關한 書類와 證據物을 閱覽 또는 謄寫할 수 있다.

## 참고 문헌
- 손동권 신이철, 새로운 형사소송법(초판, 2013), 세창, 2013. ISBN 9788984114081